# سماق شکری
سماق شکری (نام علمی: Rhus ovata) نام یک گونه از سرده سماق است.